# Rachel Comey
Rachel Comey (Hartford, Connecticut), es una diseñadora de moda independiente estadounidense, establecida profesionalmente en la ciudad de Nueva York. Es la fundadora de Rachel Comey, una marca de ropa, calzado y accesorios, conocida por su estética intelectual, artística, y artesanal.

## Biografía

### Primeros años
Rachel Comey nació en las cercanías de Hartford, Connecticut. En 1994, se graduó en la Universidad de Vermont —situada en Burlington, al noroeste del estado de Vermont—, en donde centró su especialización en estudios asiáticos, grabado, y escultura.

### Carrera y desempeño profesional
Después de la universidad, Rachel Comey trabajó en una galería de arte en Vermont y diseñó una línea de ropa interior que tuvo su repercusión.
En 1997, se trasladó a Nueva York, donde trabajó como asistente de producción independiente, y más tarde se desempeñó como consultora de diseño en la empresa minorista de ropa llamada Theory. Durante ese tiempo, también hizo disfraces para su novio de entonces, Eugene Hütz —del grupo de punk gitano Gogol Bordello—.
En 2001, después de que sus diseños llamaran la atención de un amigo de su estilista, Comey fue comisionada para hacer dos camisas pintadas a mano para el músico David Bowie, cobrando 100 dólares por cada camisa. Pero poco después, Comey fue despedida de su empleo en la empresa Theory, por realizar trabajos por su cuenta.
En septiembre de 2001, Comey presentó su primera colección para hombres. Y en 2004, Comey amplió su marca para también incluir ropa de mujer.
Para su colección de prêt-à-porter primavera-verano 2004, la revista Vogue publicó:

The overall mood was pure summer, and the collection full of confident, easy clothes for cool customers with discerning eyes.
El estado de ánimo general fue puro verano, y la colección se desarrolló plena de asertividad y de seguridad en sí misma, ropa fácil para clientes elegantes y prolijos, con ojos exigentes.
Vogue

En 2009, Rachel Comey fue incorporada al Consejo de Diseñadores de Moda de América.
Su ropa ha sido usada por artistas y celebridades, tales como Miranda July, Rashida Jones, y muchas otras destacadas personalidades del espectáculo, de la moda, y de la cultura.

### Desfiles de modas
El primer desfile de moda oficial de Comey tuvo lugar en septiembre de 2001, días antes del atentado del 11 de septiembre al World Trade Center, que ocurrió cerca de su estudio ubicado en el barrio Tribeca. El espectáculo ad-hoc orientado particularmente a hombres, se llevó a cabo en la calle, y ofreció modelos como Waris Ahluwalia y Devendra Banhart.
Por su parte y al presentar su colección de prêt-à-porter primavera-verano 2004, Comey organizó una cena en Pioneer Works, en el barrio de Red Hook, Brooklyn, con una particular actuación de la cantante Justin Vivian Bond. Así comenzaron una serie de presentaciones no tradicionales, que tuvieron lugar en emplazamientos tales como la filial de Hauser Wirth & Schimmel, en Los Ángeles, California.
Por otra parte y en el año 2016, a efectos de celebrar el décimo quinto aniversario de su marca de ropa, Comey presentó de manera especial su colección de prêt-à-porter primavera-verano 2017, haciéndolo en la acera de Crosby Street en Nueva York, un guiño nostálgico a su primer desfile de moda del año 2001.
Además de escoger lugares no convencionales para sus desfiles de moda, Comey resalta y destaca por también integrar modelos no convencionales en sus presentaciones. Así por ejemplo, para su presentación ready-to-wear primavera-verano 2016, Comey incluyó «artistas, personajes excéntricos, bailarines, y empresarias», además de modelos profesionales.

### Línea unisex
En marzo de 2017, Rachel Comey introdujo su línea de ropa unisex —because clothes are for everyone [porque la ropa es para todos]—.

### Vida personal
Rachel Comey vive con su novio Sean Carmody y dos hijos, en el barrio SoHo, en Manhattan, Nueva York.

## Cultura Pop
En 2002, Rachel Comey participó en un documental corto sobre Gogol Bordello.
En 2014, Comey se interpretó a sí misma, en el episodio «Rachel» de la serie web High Maintenance.